# Trema levigatum
Trema levigatum là một loài thực vật có hoa trong họ Cannabaceae. Loài này được Heinrich Raphael Eduard Handel-Mazzetti miêu tả khoa học đầu tiên năm 1929. Do Trema là danh  từ  giống trung nên danh pháp chính xác là Trema levigatum. Cụ thể xem Từ nguyên của chi Hu.

## Phân bố
Loài bản địa trung nam Trung Quốc.